# Albert Meyer (político)
Albert Meyer (Fällanden, 13 de marzo de 1870 – Zúrich, 22 de octubre de 1953) fue un periodista y político suizo, miembro del Partido Radical Democrático (PRD).
Tras finalizar sus estudios, trabajó durante un breve periodo como funcionario en Zúrich y en 1897 se incorporó a la redacción del Neue Zürcher Zeitung. Allí asumió la dirección del departamento comercial y en 1915 asumió el cargo de redactor jefe. Fue miembro del Consejo Municipal de Zúrich de 1907 a 1927 y resultó elegido miembro del Consejo Nacional en 1915. 
Tras ser elegido Consejero Federal, en 1930 asumió la dirección del Departamento del Interior. En 1934 pasó a dirigir el Departamento de Finanzas y Aduanas y durante el año 1936 fue Presidente de la Confederación. Gran parte de su mandato coincidió con la Gran Depresión. Se posicionó en contra de la devaluación del franco suizo, pero tuvo que aceptarla en septiembre de 1936 tras la decisión mayoritaria del Consejo Federal. Trató de acometer una reforma integral de las finanzas federales, pero sólo logró una solución transitoria y dimitió a finales de 1938.

## Biografía

### Familia, estudios y carrera
Era el segundo hijo del agricultor Johann Jakob Meyer, que fue miembro del Consejo Cantonal de Zúrich y alcalde de Fällanden. Cursó estudios primarios y secundarios en su localidad natal y posteriormente asistió a la Escuela Cantonal de Zúrich. Tras aprobar el bachillerato, estudió Derecho y Economía en las universidades de Zúrich, Berlín y Leipzig. Se licenció en 1895 y empezó a trabajar como secretario financiero de la ciudad de Zúrich. Al cabo de sólo dos años abandonó la función pública y se incorporó al periódico Neue Zürcher Zeitung, donde asumió la dirección del departamento comercial. En 1900 se casó con Elisabeth von Orelli, hija del inspector forestal Kaspar Adolf von Orelli. Después de trabajar como editor durante 18 años, en 1915 fue nombrado redactor jefe, relevando al difunto Walter Bissegger.
En el ejército suizo alcanzó el grado de teniente coronel de infantería. De 1926 a 1930 fue miembro del consejo de administración de la Agencia Telegráfica Suiza.

### Política cantonal y federal
Su carrera política comenzó en 1907 con su elección como consejero municipal de Zúrich, cargo que ocupó hasta 1927. La muerte de Bissegger dejó vacante su escaño en el Consejo Nacional y el 27 de junio de 1915 se celebraron elecciones parciales en la circunscripción de Zúrich-Suroeste, en las que Meyer resultó elegido con holgura. Dentro del Consejo Nacional, centró su labor en los asuntos relativos a la política financiera, monetaria y económica. Impulsó con éxito la creación de una oficina reguladora para poner freno a los frecuentes abusos que se daban en aquel momento en el mercado de las emisiones de valores. Se opuso enérgicamente a la iniciativa popular de un impuesto único sobre el patrimonio, aunque intentó llegar a un compromiso con el Partido Socialista (PS). Entre 1923 y 1929 fue presidente del PRD nacional y, de 1927 a 1929, también fue miembro del Consejo Bancario y del Comité Bancario del Banco Nacional Suizo.
En 1929 se produjeron dos vacantes en el Consejo Federal tras la dimisión de Robert Haab y la muerte de Karl Scheurer. Se daba por hecho que el Partido de los Agricultores, Comerciantes e Independientes obtendría uno de los escaños (Rudolf Minger salió elegido). Por su parte, el PRD mostró su firme rechazo a que los socialistas entraran en el gobierno federal. Mientras que el PS propuso como candidato serio al alcalde de Zúrich, Emil Klöti, al PRD le costó encontrar uno y, tras una prolongada búsqueda, el grupo parlamentario eligió a Oskar Wettstein, que era miembro del Consejo de los Estados por Zúrich. Sin embargo, el apoyo al candidato oficial radical no era evidente dentro del campo católico-conservador, ya que este tenía fama de ser afín a ciertas ideas de izquierdas. En las elecciones al Consejo Federal del 12 de diciembre de 1929, Wettstein obtuvo 91 votos en la primera votación, Klöti 60 y Meyer, candidato no oficial de su partido, 81. Este último tomó la delantera en la segunda votación, no la perdió y finalmente se impuso a Wettstein en la cuarta votación por 112 votos a 87. Tras tomarse un día de reflexión, aceptó el cargo.

#### Consejero Federal

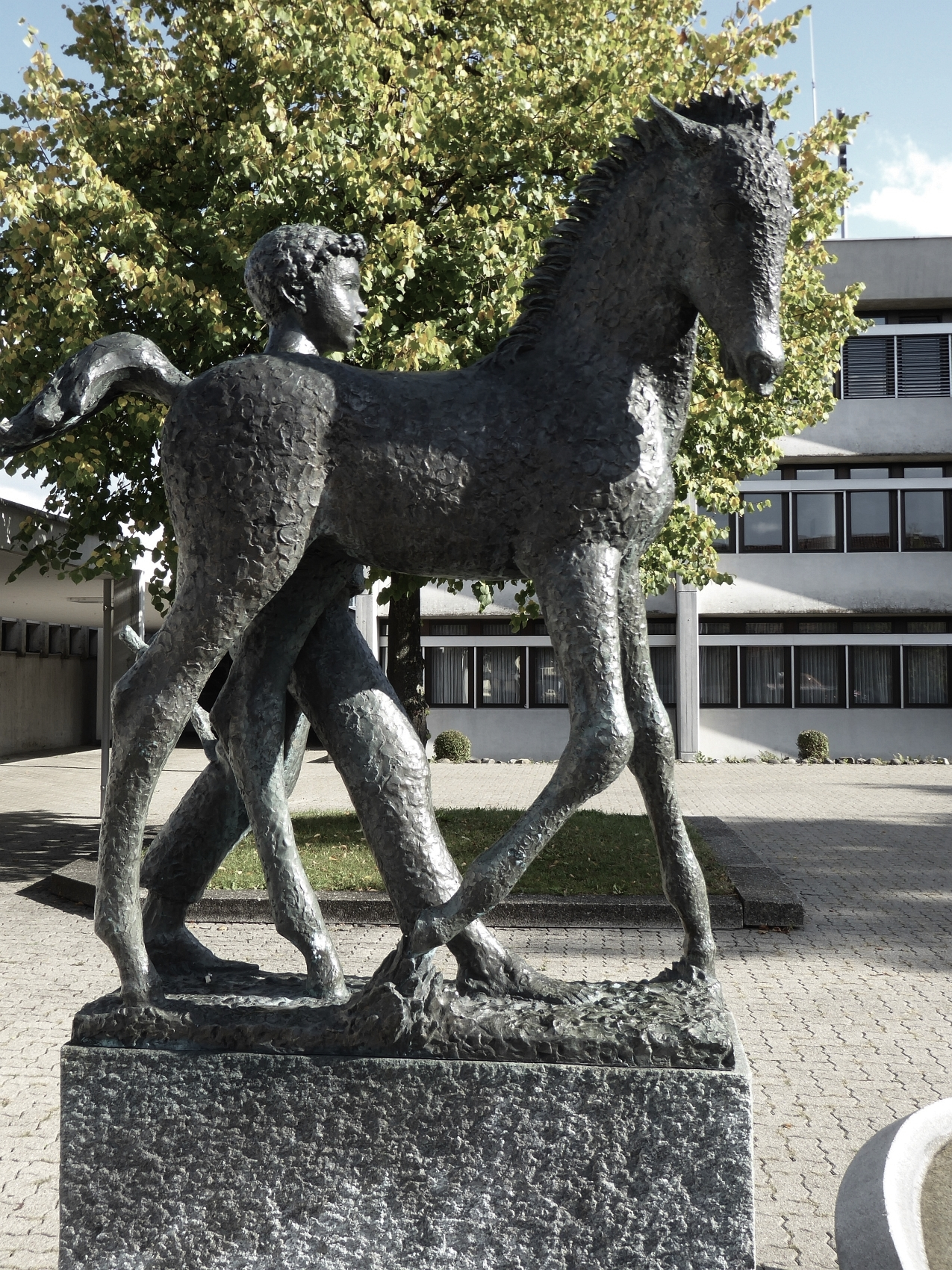
Escultura-fuente en honor a Albert Meyer en la plaza municipal de Fällanden

El 1 de enero de 1930 asumió la dirección del Departamento del Interior. Sin embargo, poco pudo hacer en este cargo ya que, en medio de la Gran Depresión, la cultura y la ciencia quedaron relegadas a un segundo plano ante los múltiples problemas de índole financiera y de política económica. Meyer aprovechó la oportunidad que se le presentó tras la dimisión de Heinrich Häberlin y Jean-Marie Musy, fruto de la derrota en referéndum de la propuesta de endurecimiento de la Ley federal de orden público (Ley Häberlin II), y el 1 de mayo de 1934 pasó a dirigir el Departamento de Finanzas y Aduanas, mucho más influyente, en un momento en que la crisis alcanzaba su punto más crítico en Suiza. A su juicio, era esencial mantener el patrón oro y unos tipos de cambio estables para superar la deflación, por lo que descartó categóricamente devaluar el franco suizo, una medida que exigía la industria exportadora. Esta postura le enfrentó a su homólogo en el cargo y compañero de partido Edmund Schulthess.
Meyer fue nombrado Presidente de la Confederación Suiza en 1936, pero durante su mandato presidencial sufrió una grave derrota política. El 24 de septiembre, Francia devaluó el franco y Meyer ya no pudo seguir manteniendo su oposición a tal medida. Dos días después, el Consejo Federal decidió, por cinco votos contra dos, devaluar también el franco suizo en un 30%. Sólo Johannes Baumann se alineó con la postura de Meyer. El Presidente de la Confederación tuvo que plegarse a la decisión de la mayoría del órgano colegiado y explicarlo a la opinión pública en una alocución radiofónica el 27 de septiembre.
Otro de sus objetivos fue reformar el régimen financiero y sustituir diversos reglamentos provisionales que llevaban en vigor desde 1915. En 1935, después de intensas deliberaciones, Meyer presentó un programa financiero de carácter provisional que preveía un incremento del impuesto de guerra y recortes en las contribuciones federales y los salarios de los funcionarios. En enero de 1936, el Consejo Nacional y el Consejo de los Estados aprobaron dicha propuesta pese a la oposición del Partido Socialista. Meyer se dispuso entonces a buscar una solución definitiva y alcanzar un consenso lo más amplio posible, pero no lo consiguió y el proyecto de ley fue rechazado por el Consejo Nacional el 24 de junio de 1938. Tras el fracaso de la votación parlamentaria, el Departamento de Finanzas elaboró una nueva propuesta que preveía un régimen transitorio constitucional de tres años, y que fue aprobada por el pueblo y los cantones el 27 de noviembre de 1938.

### Otras actividades

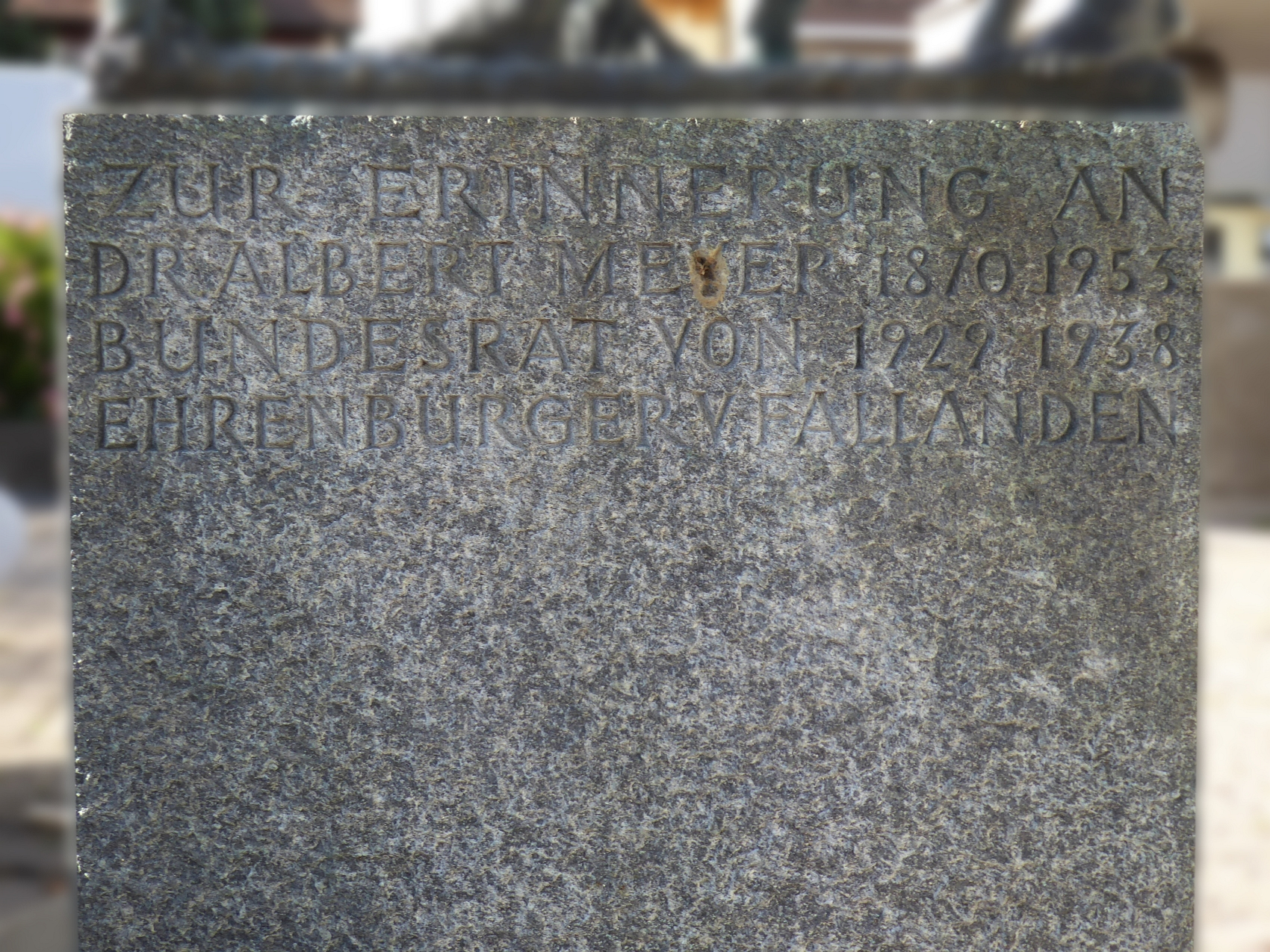
Inscripción en la base de la escultura

Tras la aprobación en referéndum del correspondiente decreto federal, Meyer dio por concluida su labor y el 6 de diciembre anunció que dimitiría a finales de año. Se instaló de nuevo en Zúrich, donde hasta 1944 fue miembro del consejo de administración del Neue Zürcher Zeitung. Durante un tiempo también presidió la Sociedad Gottfried Keller (1939-1943) y la Fundación Gottfried Keller. Siguió participando como orador en actos de su partido, y en 1941 se manifestó en contra de la iniciativa popular para revisar el régimen del alcohol. En 1946 cayó gravemente enfermo y tuvo que ser cuidado por su sobrina. Murió en octubre de 1953 y fue enterrado en el cementerio de Fluntern de Zúrich.
Recibió el título de ciudadano honorífico de Fällanden. La escultura de bronce erigida en su honor por el artista Walter Hürlimann se fundió mediante la técnica de la cera perdida en la fundición Brotal de Mendrisio.